# Erkovčići
Erkovčići is een plaats in de gemeente Buzet in de Kroatische provincie Istrië. De plaats telt 41 inwoners (2001).